# Malmö FF
Malmö Fotbollförening, thường được gọi là Malmö FF, Malmö, hoặc MFF, là một câu lạc bộ bóng đá chuyên nghiệp và là câu lạc bộ bóng đá thành công nhất ở Thụy Điển về phương diện số danh hiệu giành được. Được thành lập vào năm 1910 và là thành viên của Hiệp hội bóng đá Scania, Malmö FF có trụ sở tại Sân vận động Eleda ở Malmö, Skåne. Câu lạc bộ đã giành được kỷ lục 21 danh hiệu vô địch Thụy Điển và nhiều danh hiệu cúp quốc gia nhất với 14 lần.
Malmö FF giành chức vô địch đầu tiên vào năm 1944. Là thế lực của bóng đá Thụy Điển trong những năm gần đây, Malmö FF cũng chứng kiến vinh quang trong những năm 1970, khi giành được 5 chức vô địch Thụy Điển và 4 danh hiệu cúp quốc gia Thụy Điển. Malmö FF vẫn là câu lạc bộ duy nhất từ các nước Bắc Âu đi đến trận chung kết của Cúp C1 châu Âu, tiền thân của UEFA Champions League. Malmö FF là á quân trong trận chung kết Cúp C1 châu Âu năm 1979, trận đấu mà họ thua 1–0 trước câu lạc bộ Anh Nottingham Forest. Với chiến tích này, Malmö FF đã được trao tặng huy chương vàng Svenska Dagbladet. Malmö FF cũng là câu lạc bộ Bắc Âu duy nhất được đại diện tại Cúp Liên lục địa (sau này là FIFA Club World Cup), nơi họ cạnh tranh cho chức vô địch năm 1979.
Malmö FF là đội dẫn đầu của bảng xếp hạng tổng Allsvenskan, maratontabellen,, nơi họ là câu lạc bộ giữ cả hai kỷ lục ghi nhiều bàn thắng nhất cũng như kỷ lục chiến thắng nhiều trận đấu nhất. Trong những năm gần đây, đội đã lọt vào hai vòng bảng liên tiếp của Champions League vào năm 2014 và 2015. Vào năm 2019 và 2020, Malmö FF đã thi đấu ở vòng đấu loại trực tiếp của UEFA Europa League.
Màu sắc của câu lạc bộ, được phản ánh trong logo và trang phục thi đấu của họ, là màu xanh da trời và trắng, với áo màu xanh da trời, quần đùi trắng và tất màu xanh da trời là màu trang phục truyền thống của câu lạc bộ. Các đối thủ chính của câu lạc bộ là đối thủ trong khu vực Helsingborg, đối thủ trong nước IFK Göteborg và đội bóng địa phương thi đấu ở giải hạng tư IFK Malmö. MFF Support là câu lạc bộ người hâm mộ chính thức của họ.